# فرودگاه کلاووک
فرودگاه کلاووک  (به انگلیسی: Klawock Airport) یک فرودگاه همگانی بهره‌برداری هوایی با کد یاتا KLW است که یک باند فرود آسفالت دارد و طول باند آن ۱۵۲۴ متر است. این فرودگاه در شهر کلاووک، آلاسکا کشور ایالات متحده آمریکا قرار دارد و در ارتفاع ۲۴ متری از سطح دریا واقع شده است.